# Asio otus
Asio otus là một loài chim trong họ Strigidae.

## Hình ảnh

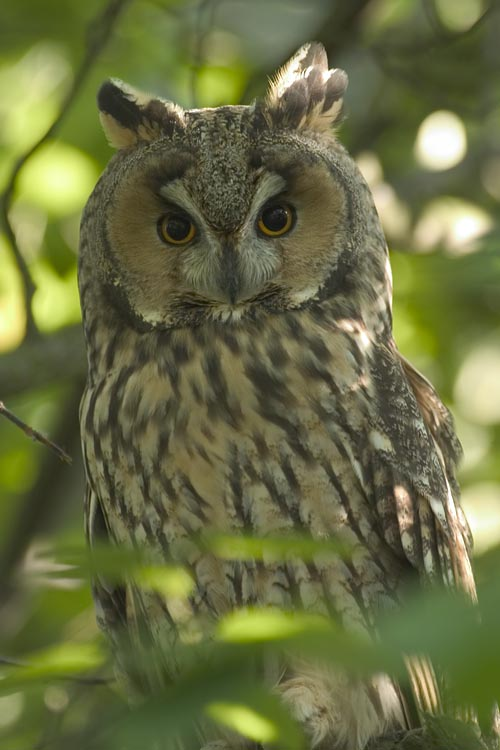
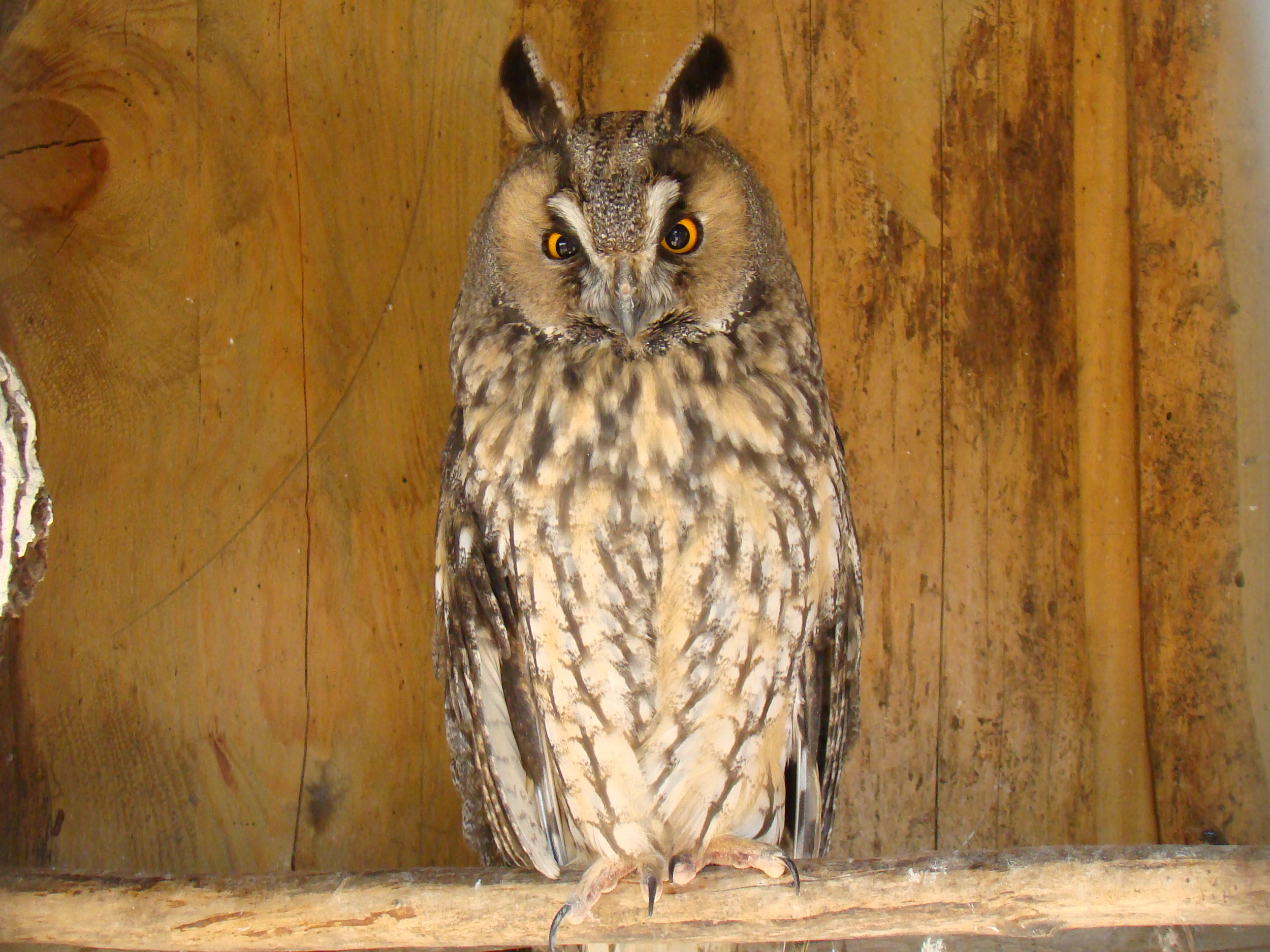
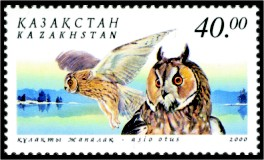
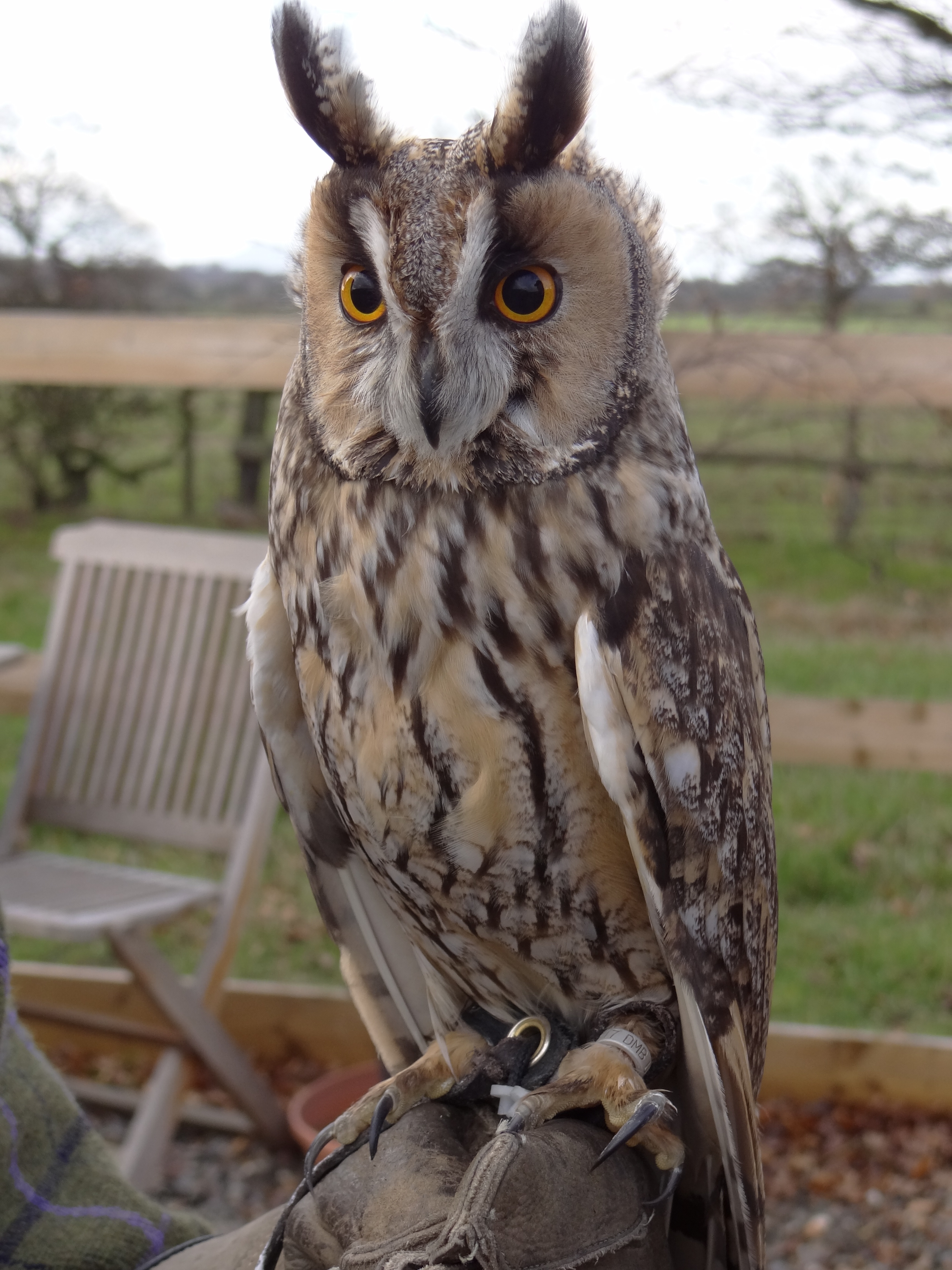
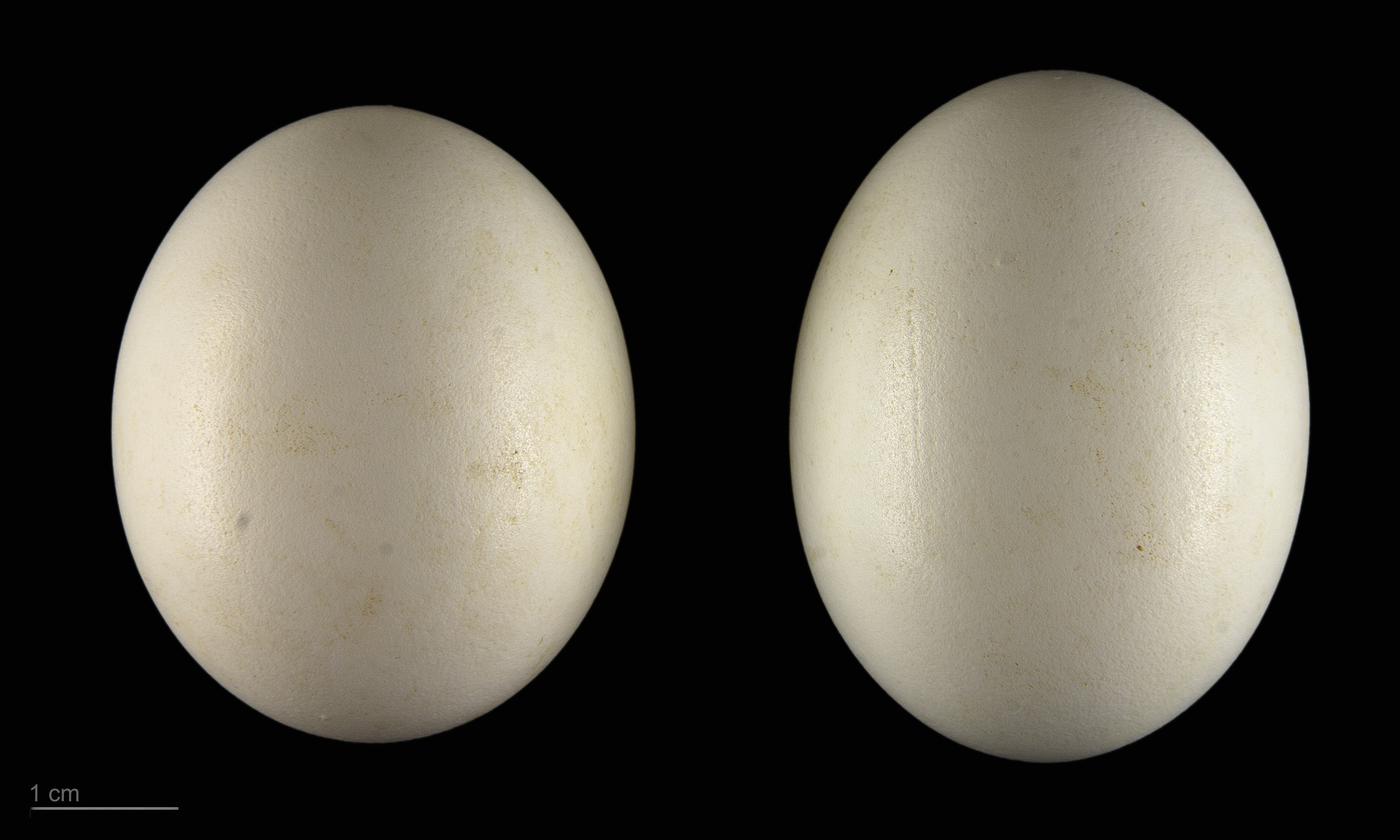
Asio otus otus